# گرت امری
گرت امری (به انگلیسی: Gareth Emery) (زادهٔ ۱۸ ژوئیهٔ ۱۹۸۰ در ساوت‌همپتون، انگلستان) یک تهیّه‌کننده و دی‌جی در سبک ترنس است. او در سال ۲۰۱۱ در رده‌بندی سالانهٔ برترین دی‌جی‌های جهان به وسیلهٔ مجلّهٔ دی‌جی در جایگاه ۱۳ام قرار گرفت؛ و در سال ۲۰۱۲ با یک پله سقوط یعنی رتبه ۱۴ را از آن خود کرد.

## سبک
در گذشته بیشتر فعالیت او در سبک ترنس بود. به طوری که در آلبوم Northern Lights تمامی آهنگها در سبک ترنس ساخته شده بودند. اما طی سالهای اخیر او تقریبا خودش را از ترنس جدا کرد که همین امر موجب سقوط شدید وی از جایگاه ۷ در سال ۲۰۱۰ به جایگاه ۱۴ در سال ۲۰۱۲ در مجلهٔ موسیقی شد.